# Font de la Foradada
La Font de la Foradada és una font del terme municipal de Senterada, al Pallars Jussà, dins del territori del poble de Naens.
Està situada a 1.065 m d'altitud, a la dreta del barranc de Naens, al sud-oest del poble de Naens.